# Bakvända visan
"Bakvända visan" eller "Bakvända världen" (SMB 263) är en nordisk folkvisa av skämtkaraktär, troligen av medeltida ursprung, men första gången dokumenterad på 1500-talet i både Sverige och Danmark. Visan finns med i mängder med sångböcker, och har spelats in på skiva av bland andra Sven-Bertil Taube och Cornelis Vreeswijk.